# Opistharsostethus divergens
Opistharsostethus divergens är en insektsart som beskrevs av Schmidt 1911. Opistharsostethus divergens ingår i släktet Opistharsostethus och familjen spottstritar. Inga underarter finns listade i Catalogue of Life.